# Ugrofinistika

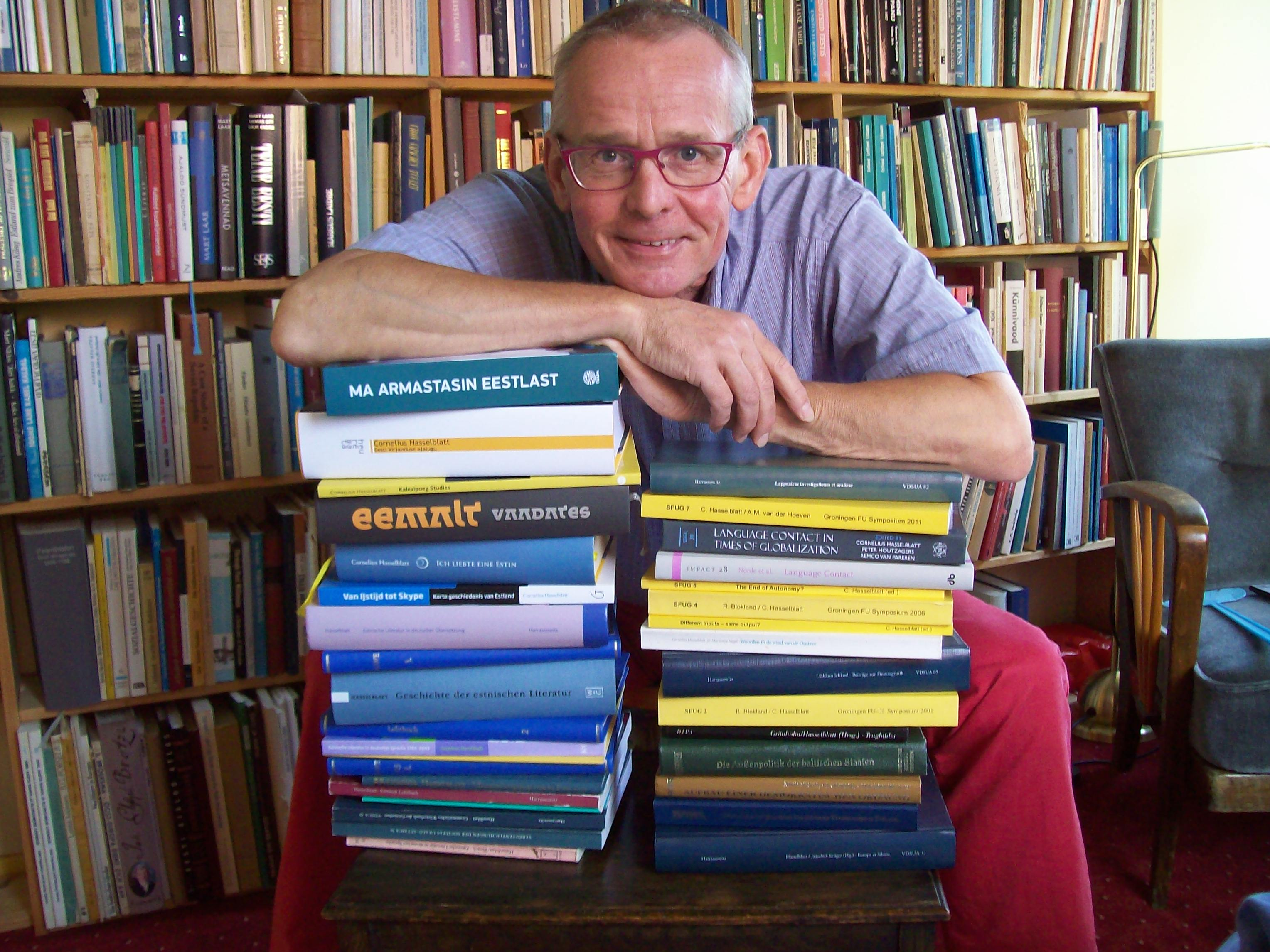
Cornelius Hasselblatt, nizozemský ugrofinista estonského původu

Ugrofinistika (též fennougristika, finougristika) je vědní obor zabývající se ugrofinskými jazyky, či v širším smyslu též kulturou ugrofinských národů. V tomto smyslu je ugrofinistika odvětvím uralistiky, která se zabývá obecně uralskými jazyky a kulturami, tedy kromě ugrofinských též kulturou a jazyky samojedskými.
Protože studium samojedských jazyků a kultury je historicky mladší než fennougristické studium, užívá se někdy tradičně označení „ugrofinistika“ či „fennougristika“ též pro uralistiku obecně.